# Michael Wilson (wielrenner)
Michael Wilson (Adelaide, 15 januari 1960) is een voormalig Australisch wielrenner. In 1985 eindigde hij als achtste in het eindklassement van de Ronde van Italië.

## Belangrijkste overwinningen
1982
- 2e etappe Ronde van Italië
- Memorial Nencini

1983
- 19e etappe Ronde van Spanje

1984
- Trofeo Matteotti

1989
- 3e etappe Tirreno-Adriatico
- 3e etappe Ronde van Zwitserland

## Resultaten in voornaamste wedstrijden
| Jaar | Ronde van Italië | Ronde van Frankrijk | Ronde van Spanje |
| ---- | ---------------- | ------------------- | ---------------- |
| 1982 | 43e (1)          |                     |                  |
| 1983 | 61e              |                     | opgave (1)       |
| 1984 | 102e             |                     |                  |
| 1985 | 8e               |                     |                  |
| 1986 | 17e              |                     |                  |
| 1988 |                  | 50e                 |                  |
| 1989 |                  | 69e                 |                  |
| 1990 |                  |                     |                  |

| Jaar | Milaan-San Remo | Ronde van Vlaanderen | Amstel Gold Race | Luik-Bast.‑Luik | Ronde van Lombardije | Rund um den Henninger-Turm | Clásica San Sebastián |
| ---- | --------------- | -------------------- | ---------------- | --------------- | -------------------- | -------------------------- | --------------------- |
| 1982 |                 |                      |                  |                 |                      |                            |                       |
| 1983 |                 |                      |                  |                 |                      |                            |                       |
| 1984 |                 |                      |                  |                 | 27e                  |                            |                       |
| 1985 |                 |                      |                  |                 |                      |                            |                       |
| 1986 |                 |                      |                  |                 |                      | Brons                      |                       |
| 1988 | 25e             |                      |                  | 11e             |                      | 29e                        | 10e                   |
| 1989 | 97e             | 72e                  |                  | 95e             |                      |                            | 29e                   |
| 1990 |                 |                      | 89e              | 100e            | 52e                  | 12e                        | 123e                  |

## Ploegen
- 1982–Alfa Lum
- 1983-Alfa Lum
- 1984–Alfa Lum
- 1985–Alpilatte-Cierre
- 1986–Ecoflam-Jolly-BFB
- 1987–Pepsi Cola-Alba Cucine-Fanini
- 1987–7-Eleven
- 1988–Weinmann-La Suisse-SMM
- 1989–Helvetia-La Suisse
- 1990–Helvetia-La Suisse
- 1991–Ceramiche Ariostea